# Україна на пісенному конкурсі Євробачення
Україна вперше стала учасницею Євробачення на конкурсі 2003 року. Тоді країну представляв Олександр Пономарьов із піснею «Hasta la vista», що фінішував чотирнадцятим. Уже наступного року Україна здобула свою першу перемогу завдяки пісні «Wild dances» співачки Руслани. Загалом, у період 2006-2014 років українські представники чотири рази потрапляли до десятки найкращих, двічі Україна фінішувала другою, а саме у 2007 і 2008 роках із піснями «Dancing lasha tumbai» та «Shady lady» у виконанні Вірки Сердючки та Ані Лорак відповідно, та один раз третьою — з піснею «Gravity» співачки Злати Огнєвіч на конкурсі 2013 року. 2015 року Україна вперше відмовилася від участі у Євробаченні, що було пов'язано з початком російсько-української війни і її наслідками. Та вже наступного року країна повернулася на конкурс, де здобула свою другу перемогу завдяки пісні «1944» у виконанні Джамали. 2019 року, попри проведення національного відбору та обрання переможниці, а саме Maruv із «Siren Song», Україна вдруге скасувала участь у конкурсі через початкову відмову співачки, а надалі й учасників, що посіли нижчі місця. Наступним Україну мав представляти гурт Go_A з піснею «Соловей», проте Євробачення 2020 було скасоване через пандемію COVID-19. 2021 року Go_A залишилися представниками України, але з новою піснею — «Шум», яка здобула 5 місце. 2022 року Україна втретє стала переможницею конкурсу, а саме з піснею «Стефанія» у виконанні Kalush Orchestra. Гурт здобув рекордні для Євробачення 439 балів від глядачів і двадцять вісім найвищих оцінок (12 балів). 2024 року країна посіла 3 місце завдяки дуету alyona alyona та Jerry Heil з піснею «Teresa & Maria», а у 2023 і 2025 роках фінішувала в десятці найкращих.
Загалом, Україна 21 раз брала участь у Євробаченні та є однією з двох країн (друга — Люксембург), що завжди проходять до фіналу конкурсу. Країна стала першою у 21 столітті, хто тричі вигравав конкурс; другою такої ж кількості перемог у цьому столітті досягла лише Швеція. Україна також є першою та єдиною серед пострадянських і східноєвропейських країн, що перемагали двічі й тричі. Крім того, Україна ніколи за часи участі не отримувала нуль балів та жодного разу не посідала останнє місце у фіналі.
Країна два рази ставала повноправною господаркою Євробачення — у 2005 та 2017 роках, після своїх двох перших перемог. 2023 року, після третьої перемоги, Україна була співорганізаторкою конкурсу, який відбувся в Ліверпулі, разом із Великою Британією, що було пов'язано з питаннями безпеки внаслідок повномасштабного російського вторгнення.
За винятком чотирьох разів, представників України обирали шляхом національного відбору. Відповідальною за участь країни на Євробаченні та її організацію є Національна суспільна телерадіокомпанія України.

## Історія участі
Україна дебютувала на пісенному конкурсі «Євробачення» у 2003 році. Тоді країну представив співак Олександр Пономарьов із піснею «Hasta la vista» та посів 14 сходинку. Бали Україні віддали п'ять країн: Польща (10), Росія (8), Латвія (5), Ізраїль (4) та Естонія (3). Українські ж глядачі віддали найвищу оцінку (12 балів) російському гурту t.A.T.u..

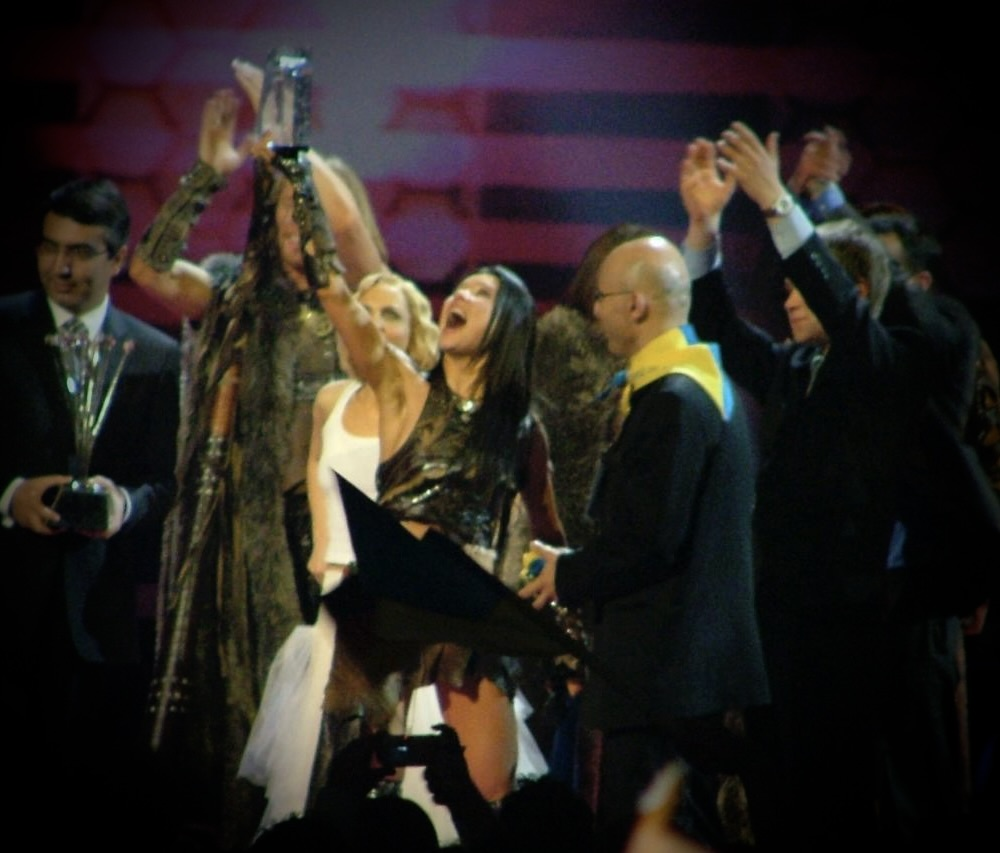
Руслана з трофеєм Євробачення 2004

2004 року співачка Руслана з піснею «Wild Dances» здобуває перемогу й право на проведення ювілейного 50-го пісенного конкурсу «Євробачення» в Україні. Так, у 2005 році Євробачення проходить у Києві; представляв країну гурт «Ґринджоли» з піснею «Разом нас багато», що посіла 19-те місце.
Через те, що українські представники фінішували 2005 року поза десяткою найкращих, на Євробаченні 2006 країні знову довелося виборювати право на фінал шляхом участі у півфіналі. Тіна Кароль виступила у півфіналі п'ятнадцятою та отримала 146 балів, що принесло Україні сьоме місце та право взяти участь у фіналі. 20 травня 2006 року українська представниця досягла 7 місця у фіналі Євробачення зі 145 балами, з яких найвищі 12 балів — від Португалії. Від українських глядачів найвищу оцінку як у півфіналі, так і фіналі конкурсу отримала пісня «Never Let You Go» у виконанні Діми Білана, який представляв Росію.
У 2007 року Україну представляв шоумен Андрій Данилко в образі Вєрки Сердючки з піснею «Dansing lasha tumbai». Пісня посіла друге місто. Від Андорри, Латвії, Польщі, Португалії та Чехії Вєрка Сердючка отримала 12 балів. Єдиною країною, від якої Україна не отримала на конкурсі 2007 року жодного балу, стала Албанія. Свої 12 балів Україна у півфіналі та фіналі віддала Білорусі, яку представляв Дмитро Колдун із піснею «Work Your Magic».
На Євробаченні 2008 від України виступала Ані Лорак з піснею «Shady Lady», що набрала у півфіналі 152 бали та здобула першість, що дозволило Україні впевнено кваліфікуватися до фіналу конкурсу. Попри те, що у першому півфіналі російський представник Діма Білан був лише третім, а Ані Лорак у другому півфіналі — першою, у фіналі «Shady Lady» зібрала 230 балів та поступилася «Believe» з 272 балами й стала другою. Найвищу оцінку Лорак отримала у фіналі лише від однієї країни — Португалії. Так, Україна вдруге поспіль посіла на Євробаченні друге місце. Свої 12 балів українські глядачі у півфіналі віддали Грузії з піснею «Peace Will Come» у виконанні Діани Гурцкої, а у фіналі — Росії.
2009 року Україну представляла Світлана Лобода з «Be My Valentine! (Anti-Crisis Girl)». Співачка посіла у півфіналі 6 місце з 80 балами, що дозволило Україні взяти участь у фіналі конкурсу. За рішенням голосування глядачів у фіналі Україна посіла 12 місце, журі — 16-те, що в підсумку принесло країні загальне 12 місце зі 76 балами. Українські глядачі свої 12 балів віддали у півфіналі азербайджанській заявці «Always» у виконанні AySel & Arash, а у фіналі найвищу комбіновану оцінку журі та глядачів отримала Норвегія з Олександром Рибаком, який виконав пісню «Fairytale» і став переможцем Євробачення 2009.

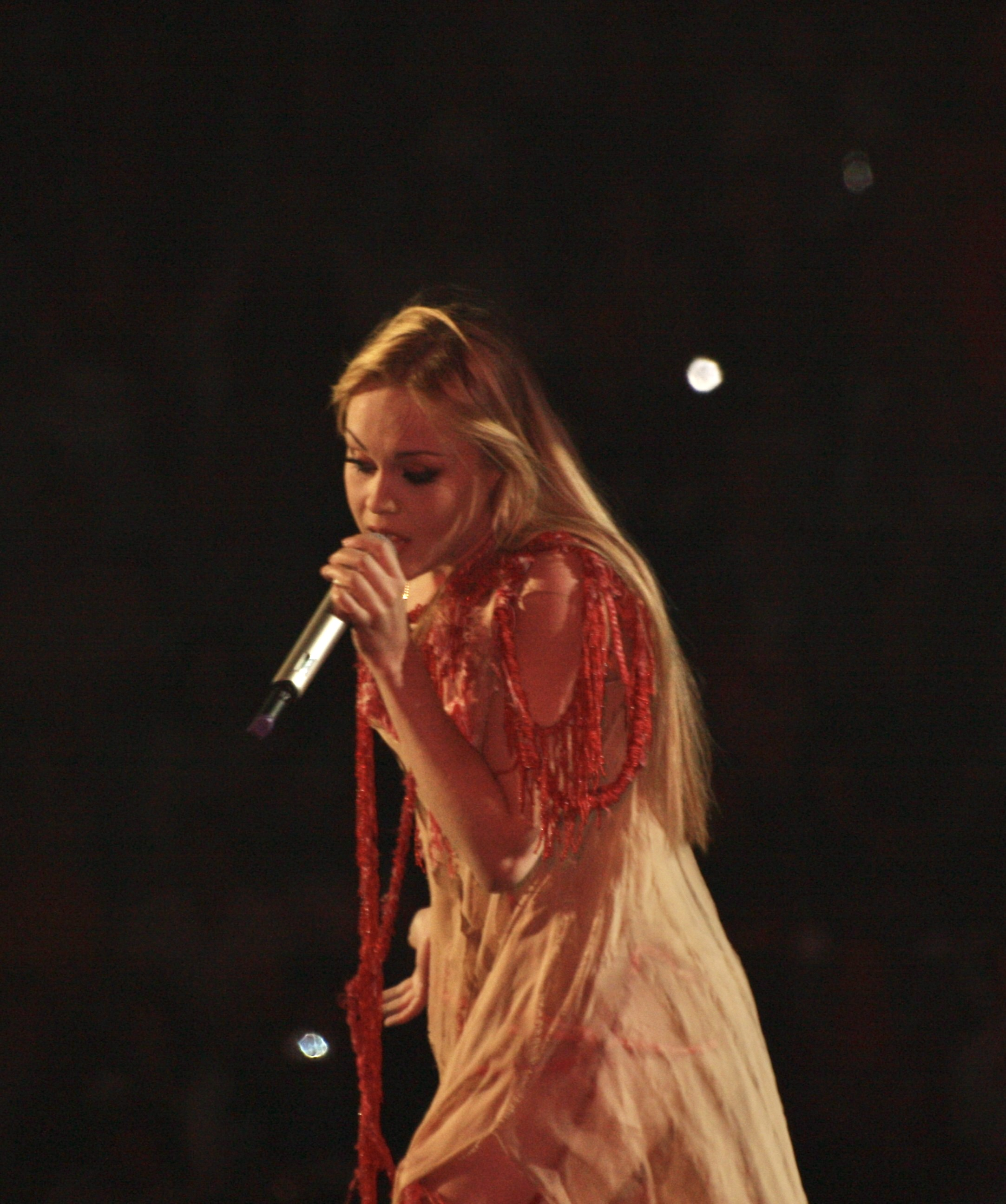
Alyosha на сцені Євробачення 2010

На Євробаченні 2010 співачкою від України стала Alyosha. Пісня «Sweet people» у її виконанні посіла 7 місце зі 77 балами у півфіналі та кваліфікувалася до фіналу, де журі оцінило українську заявку на рівні 6 місця, у той час як глядачі — лише 13-го. Так, українська представниця в підсумку посіла загальне 10 місце зі 108 балами. Азербайджан і Білорусь присудили пісні «Sweet People» 10 балів, а 12 балів Україна не отримала від жодної країни. Своєю чергою українські журі та глядачі визнали найкращою як у півфіналі, так і фіналі пісню «Drip drop» у виконанні Сафури, яка представляла Азербайджан.
Наступного року українською представницею стала Міка Ньютон, яка виступала з піснею «Angel» у другому півфіналі Євробачення 2011, де здобула 81 бал, серед яких найвищі 12 балів надійшли від Білорусі, та посіла 6 місце (5 місце за рішенням журі та 7 — глядачів), що дозволило Україні вчергове стати учасницею фіналу Євробачення. У фіналі конкурсу, що пройшов 14 травня, журі оцінило співачку на рівні 7 місця, а глядачі — 4-го. У кінцевому підсумку Міка Ньютон досягла 4 місця зі 159 балами. Найвищу оцінку (12 балів) «Angel» здобула від трьох країн: Азербайджану, Вірменії та Словаччини. Україна, своєю чергою, найбільше оцінила у фіналі грузинську заявку «One More Day» у виконанні Eldrine, а у півфіналі — TWiiNS з піснею «I'm Still Alive», що представляла Словаччину.
На Євробаченні 2012 від України виступала співачка Гайтана з «Be My Guest». У півфіналі за рішенням глядачів українська конкурсантка посіла передостаннє 17 місце серед 18 країн, що брали участь у півфіналі. Проте за результатами голосування журі Гайтана посіла 3 місце. Це в загальному заліку дозволило Україні посісти 8 місце та кваліфікуватися до фіналу Євробачення 2012. Окрім цього, від Білорусі країна отримала найвищі 12 балів. У фіналі «Be My Guest» вдалося фінішувати на 15 місці (7 місце від журі та 20 — від глядачів) зі 65 балами. Таку ж кількість балів набрала й Іві Адаму, представниця Кіпру, з піснею «La La Love», проте Гайтана посіла вище місце, оскільки здобула бали від більшої кількості країн. Україна віддала найвищу оцінку у фіналі Азербайджану з піснею «When The Music Dies» у виконанні Сабіни Бабаєвої, а у півфіналі — Litesound з «We Are The Heroes», яка представляла Білорусь.
2013 року українською виконавицею на конкурсі стала Злата Огнєвіч з «Gravity». Співачці вдалося здобути 140 балів у півфіналі, що принесло Україні 3 місце та впевнену кваліфікацію до фіналу конкурсу. Пісня «Gravity» отримала 12 балів від низки країн: Білорусі, Італії, Кіпру, Литви, Молдови, Чорногорії, Словенії. У фіналі, що відбувся 18 травня, українська конкурсантка стала другою за результатами голосування глядачів і шостою за рішенням журі. Так, на Євробаченні 2013 Злата Огнєвіч посіла 3 місце. Від Азербайджану, Білорусі, Вірменії, Хорватії та Молдови пісня «Gravity» отримала найвищі 12 балів. Україна ж найвище оцінила як у півфіналі, так і фіналі, білоруську заявку «Solayoh» у виконанні Альони Ланської.
На Євробаченні 2014 Україну представляла пісня «Tick-tock» співачки Марії Яремчук. У півфіналі вона посіла 5 місце зі 118 балами, що дозволило пройти до фіналу конкурсу. 10 травня 2014 року Марія Яремчук відкрила своїм виступом фінал Євробачення та в кінцевому підсумку здобула 113 балів, що принесло Україні 6 місце. Свої 12 балів країна віддала у півфіналі пісні від Вірменії «Not Alone», яку виконав Aram MP3, а у фіналі — Санні Нільсен з «Undo» від Швеції.
2015 року Україна вперше не брала участь у конкурсі, у зв'язку з початком Російсько-української війни та тимчасової окупації Криму, необхідністю економії та переходом на суспільне мовлення. Про це повідомив 25 травня 2015 року генеральний директор «НТКУ» Зурабі Аласанія.

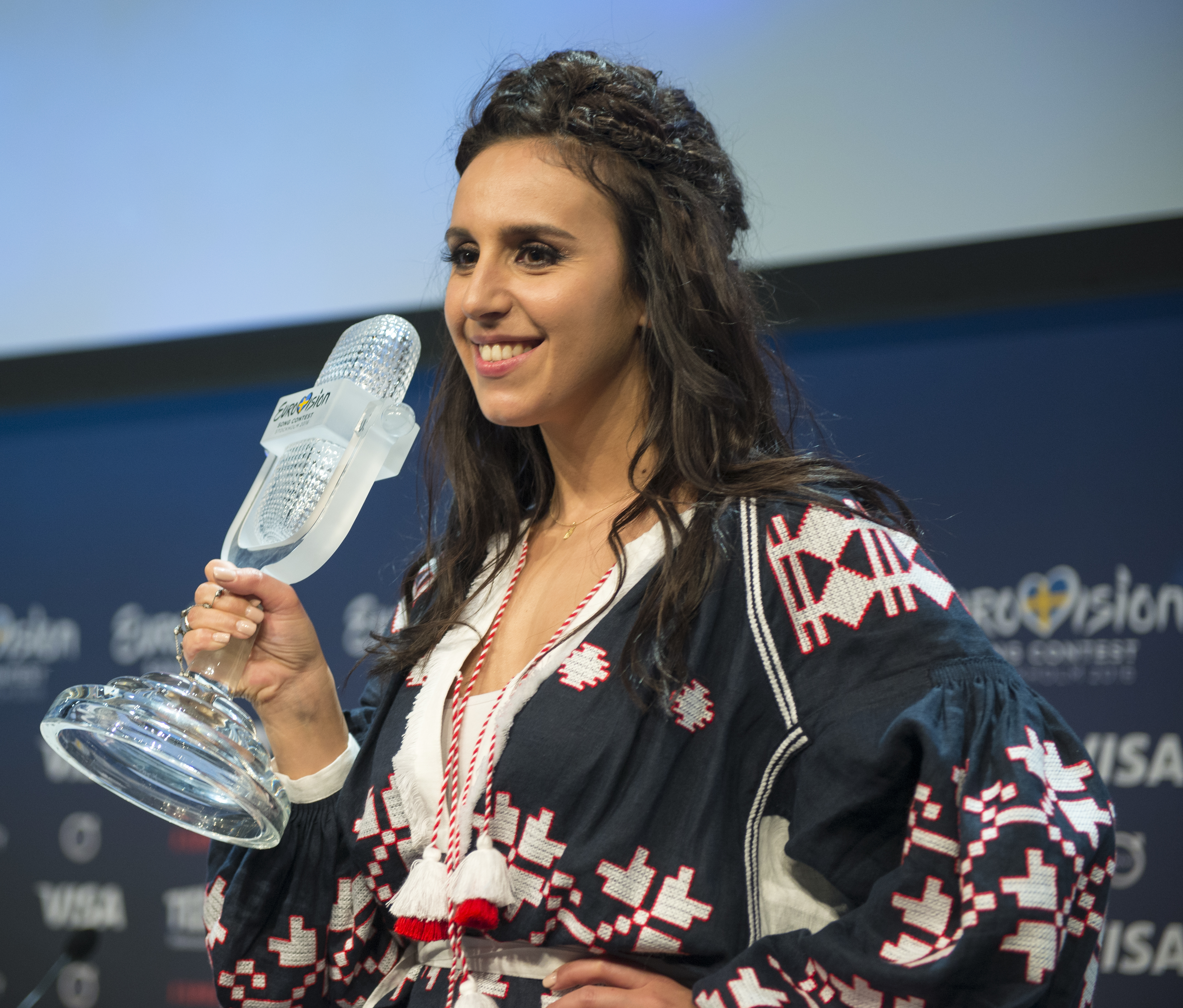
Джамала на пресконференції після перемоги на Євробаченні 2016

У 2016 році, після повернення на Євробачення, Україну представляла співачка Джамала з піснею «1944». Вона виступила у другому півфіналі, де здобула першість за результатами голосування глядачів, проте була третьою за рішенням журі, що дозволило Україні посісти 2 місце у півфіналі з 287 балами. Першість же здобула Дамі Ім із «Sound of Silence». У фіналі конкурсу, що пройшов 14 травня 2016 року, Джамала посіла 2 місце як за голосуванням журі, так і глядачів, проте загальна кількість балів дозволила українській «1944» здобути перевагу над австралійською заявкою. Так, Україні вдруге за історію своєї участі перемогла на Євробаченні. Українські журі віддали 12 балів у півфіналі Австралії, а у фіналі — Литві з піснею «I've Been Waiting for This Night» Донні Монтелла. Глядачі ж найвище оцінили у півфіналі Польщу з «Color of Your Life» у виконанні Міхаля Шпака, у фіналі — російську заявку «You Are the Only One» співака Сергія Лазарева.
Наступного року на Євробаченні 2017, що пройшло в Києві, Україну представив гурт «O.Torvald» з піснею «Time». Торішня перемога дозволила виконавцю від України виступати одразу у фіналі конкурсу. Так, «O.Torvald» вдалося зібрати 36 балів, з яких 24 від глядачів і 12 від журі, та посісти 24 місце. Українські глядачі віддали 12 балів на Євробаченні 2017 пісням «Гісторыя майго жыцця» гурту Naviband від Білорусі та «Hey Mamma» гурту Sunstroke Project від Молдови у півфіналі та фіналі відповідно. Журі ж обидві вищі оцінки віддали Білорусі.
На Євробаченні 2018 Україну представляв співак Mélovin з піснею «Under the ladder». У півфіналі він здобув 114 балів від глядачів (4 місце) і 65 балів від журі (10 місце), що дозволило Україні пройти у фінал конкурсу з 6 місця зі 179 балами. У фіналі Євробачення 2018, що відбувся 12 травня в Лісабоні, Португалія, український представник посів 17 місце. Журі оцінили «Under the ladder» на 11 балів — 26-те, останнє місце, у той час як глядачі глядачі віддали пісні 119 балів (7 місце). У півфіналі українські глядачі віддали 12 балів Молдові з «My Lucky Day» у виконанні DoReDos, у фіналі — Нетті з «Toy», яка і стала переможницею Євробачення 2018. Журі ж від України у півфіналі найвище оцінили нідерландську заявку «Outlaw In 'Em» співака Вейлона, а у фіналі — французьку «Mercy» гурту Madame Monsieur.
У 2019 році на національному відборі на «Євробачення» з піснею «Siren Song» перемогла співачка Maruv. Вона відмовилася підписувати контракт з НСТУ, назвавши його умови «кабальними». Після того, як інші фіналісти також відмовилися представити країну на конкурсі, НСТУ оголосила, що Україна не братиме учать у конкурсі 2019 року.
22 лютого 2020 року у фіналі нацвідбору на «Євробачення-2020» гурт «Go A» посів перше місце, отримавши найвищу кількість балів за результатами голосування як суддів, так і глядачів. Відтак вони мали представляти Україну на конкурсі в Роттердамі, Нідерланди, у першому півфіналі 12 травня. Проте 18 березня Європейська мовна спілка повідомила, що пісенний конкурс не відбудеться через пандемію коронавірусу. Того ж дня НСТУ повідомила, що гурт представить Україну на майбутньому «Євробаченні-2021». Так, гурт «Go A» посів 5 місце на конкурсі 2021 року, що стало найкращим результатом від України з моменту перемоги у 2016 році.

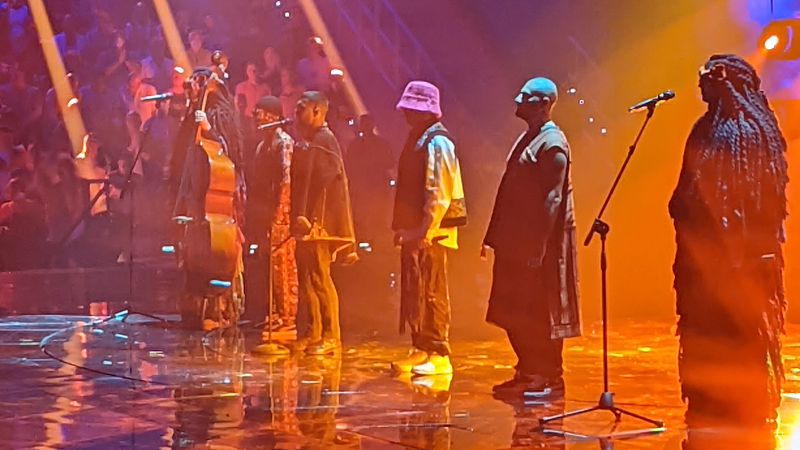
Kalush Orchestra на сцені Євробачення 2022

У 2022 році гурт Kalush Orchestra посів 1 місце на Євробаченні 2022 року в Турині з рекордними за всю історію конкурсу балами від глядачів. Це третя перемога за історію участі України на «Євробаченні».
Через російське вторгнення в Україну проведення Євробачення 2023 в країні було неможливим, унаслідок чого ЄМС передала право на проведення конкурсу Великій Британії, в місті Ліверпуль, де гурт Tvorchi з піснею «Heart of Steel» набрали 243 бали та посіли 6-те місце.
На Євробаченні 2024 Україну представляли alyona alyona та Jerry Heil з піснею «Teresa & Maria». У першому півфіналі співачки посіли друге місце зі 173 балами, що дозволило Україні впевнено кваліфікуватися до фіналу. У фіналі «Teresa & Maria» посіла 5 місце зі 146 балами за рішенням журі й 3 місце зі 307 балами – від глядачів. У кінцевому підсумку Україна фінішувала на загальному 3 місці з 453 балами.
У 2025 році заявкою від країни на конкурс стала пісня «Bird of Pray» гурту «Ziferblat». У першому півфіналі конкурсу гурт виступив під п'ятим порядковим номером – як і представниці України минулого року. Пісні «Bird of Pray» вдалося здобути 137 балів, що принесло Україні першість у півфіналі. У фіналі «Ziferblat» посіли 9 місце з 218 балами, з яких 60 від журі (14 місце) і 158 від глядачів (6 місце). Так, Україна п'ятий рік поспіль посіла місце в десятці найкращих.

## Учасники
Умовні позначення
     Перше місце
     Друге місце
     Третє місце
| Рік                   | Місце проведення | Виконавець                 | Пісня                                                                               | Мови                          | Фінал                                          | Фінал                                          | Півфінал                                       | Півфінал                                       |
| Рік                   | Місце проведення | Виконавець                 | Пісня                                                                               | Мови                          | Місце                                          | Бали                                           | Місце                                          | Бали                                           |
| --------------------- | ---------------- | -------------------------- | ----------------------------------------------------------------------------------- | ----------------------------- | ---------------------------------------------- | ---------------------------------------------- | ---------------------------------------------- | ---------------------------------------------- |
| 2003                  | Рига             | Олександр Пономарьов       | «Hasta La Vista» «До зустрічі»                                                      | Англійська                    | 14                                             | 30                                             | Без півфіналів                                 | Без півфіналів                                 |
| 2004                  | Стамбул          | Руслана                    | «Wild Dances» «Дикі танці»                                                          | Англійська, українська        | 1                                              | 280                                            | 2                                              | 256                                            |
| 2005                  | Київ             | Ґринджоли                  | «Разом нас багато»                                                                  | Українська, англійська        | 19                                             | 30                                             | Країна-господарка                              | Країна-господарка                              |
| 2006                  | Афіни            | Тіна Кароль                | «Show Me Your Love» «Покажи мені своє кохання»                                      | Англійська                    | 7                                              | 145                                            | 7                                              | 146                                            |
| 2007                  | Гельсінкі        | Вєрка Сердючка             | «Dancing Lasha Tumbai» «Танець лаша тумбай»                                         | Англійська, німецька, суржик  | 2                                              | 235                                            | Торішня десятка найкращих                      | Торішня десятка найкращих                      |
| 2008                  | Белград          | Ані Лорак                  | «Shady Lady» «Загадкова леді»                                                       | Англійська                    | 2                                              | 230                                            | 1                                              | 152                                            |
| 2009                  | Москва           | Світлана Лобода            | «Be my Valentine! (Anti-crisis Girl)» «Будь моїм Валентином! (Антикризова дівчина)» | Англійська                    | 12                                             | 76                                             | 6                                              | 80                                             |
| 2010                  | Осло             | Alyosha                    | «Sweet People» «Любі люди»                                                          | Англійська                    | 10                                             | 108                                            | 7                                              | 77                                             |
| 2011                  | Дюссельдорф      | Міка Ньютон                | «Angel» «Янгол»                                                                     | Англійська                    | 4                                              | 159                                            | 6                                              | 81                                             |
| 2012                  | Баку             | Гайтана                    | «Be My Guest» «Будь моїм гостем»                                                    | Англійська                    | 15                                             | 65                                             | 8                                              | 64                                             |
| 2013                  | Мальме           | Злата Огнєвіч              | «Gravity» «Тяжіння»                                                                 | Англійська                    | 3                                              | 214                                            | 3                                              | 140                                            |
| 2014                  | Копенгаген       | Марія Яремчук              | «Tick-Tock» «Тік-так»                                                               | Англійська                    | 6                                              | 113                                            | 5                                              | 118                                            |
| 2015: не брала участь |                  |                            |                                                                                     |                               |                                                |                                                |                                                |                                                |
| 2016                  | Стокгольм        | Джамала                    | «1944»                                                                              | Англійська, кримськотатарська | 1                                              | 534                                            | 2                                              | 287                                            |
| 2017                  | Київ             | O.Torvald                  | «Time» «Час»                                                                        | Англійська                    | 24                                             | 36                                             | Країна-господарка                              | Країна-господарка                              |
| 2018                  | Лісабон          | Mélovin                    | «Under The Ladder» «Під сходами»                                                    | Англійська                    | 17                                             | 130                                            | 6                                              | 179                                            |
| 2019                  | Тель-Авів        | MARUV                      | «Siren Song» «Пісня сирени»                                                         | Англійська                    | Х Участь була скасована Х                      | Х Участь була скасована Х                      | Х Участь була скасована Х                      | Х Участь була скасована Х                      |
| 2020                  | Роттердам        | Go_A                       | «Соловей»                                                                           | Українська                    | Х Конкурс скасований через пандемію COVID-19 Х | Х Конкурс скасований через пандемію COVID-19 Х | Х Конкурс скасований через пандемію COVID-19 Х | Х Конкурс скасований через пандемію COVID-19 Х |
| 2021                  | Роттердам        | Go_A                       | «Шум»                                                                               | Українська                    | 5                                              | 364                                            | 2                                              | 267                                            |
| 2022                  | Турин            | Kalush Orchestra           | «Стефанія»                                                                          | Українська                    | 1                                              | 631                                            | 1                                              | 337                                            |
| 2023                  | Ліверпуль        | TVORCHI                    | «Heart Of Steel» «Серце зі сталі»                                                   | Англійська, українська        | 6                                              | 243                                            | Країна-господарка                              | Країна-господарка                              |
| 2024                  | Мальме           | Alyona alyona & Jerry Heil | «Teresa & Maria» «Тереза і Марія»                                                   | Українська, англійська        | 3                                              | 453                                            | 2                                              | 173                                            |
| 2025                  | Базель           | Ziferblat                  | «Bird of Pray» «Молитовна пташка»                                                   | Англійська, українська        | 9                                              | 218                                            | 1                                              | 137                                            |

## Українці на Євробаченні як представники інших країн
| Рік  | Місце проведення | Виконавець          | Пісня                      | Переклад            | Країна   | Фінал                      | Фінал                      | Півфінал        | Півфінал        |
| Рік  | Місце проведення | Виконавець          | Пісня                      | Переклад            | Країна   | Місце                      | Бали                       | Місце           | Бали            |
| ---- | ---------------- | ------------------- | -------------------------- | ------------------- | -------- | -------------------------- | -------------------------- | --------------- | --------------- |
| 2009 | Москва           | Анастасія Приходько | «Мамо» (рос.)(укр.)        | —                   | Росія    | 11-е                       | 91                         | Країна-господар | Країна-господар |
| 2015 | Відень           | Едуард Романюта     | «I want your love» (англ.) | Я хочу твоєї любові | Молдова  | Не вдалося кваліфікуватися | Не вдалося кваліфікуватися | 11-е            | 41              |
| 2018 | Лісабон          | Alekseev            | «Forever» (англ.)          | Назавжди            | Білорусь | Не вдалося кваліфікуватися | Не вдалося кваліфікуватися | 16-е            | 65              |

## Нагороди

### Премія Марселя Безансона
| Рік  | Категорія       | Виконавець     | Пісня                  | Місце | Бали | Місце проведення |
| ---- | --------------- | -------------- | ---------------------- | ----- | ---- | ---------------- |
| 2004 | Мистецький приз | Руслана        | «Wild dances»          | 1-е   | 280  | Стамбул          |
| 2007 | Приз преси      | Вєрка Сердючка | «Dancing lasha tumbai» | 2-е   | 235  | Гельсінкі        |
| 2008 | Мистецький приз | Ані Лорак      | «Shady lady»           | 2-е   | 230  | Белград          |
| 2016 | Мистецький приз | Джамала        | «1944»                 | 1-е   | 534  | Стокгольм        |

### Премія Барбари Декс
| Рік  | Виконавець     | Пісня                  | Місце | Бали | Місце проведення |
| ---- | -------------- | ---------------------- | ----- | ---- | ---------------- |
| 2007 | Вєрка Сердючка | «Dancing lasha tumbai» | 2-е   | 235  | Гельсінкі        |

## Країна-господарка
| Рік  | Місто     | Місце                         | Ведучі                                                                           |
| ---- | --------- | ----------------------------- | -------------------------------------------------------------------------------- |
| 2005 | Київ      | Палац спорту                  | Марія Єфросініна і Павло Шилько                                                  |
| 2017 | Київ      | Міжнародний виставковий центр | Олександр Скічко, Тімур Мірошниченко і Володимир Остапчук                        |
| 2023 | Ліверпуль | Ліверпуль-арена               | Україна: Юлія Саніна Велика Британія: Аліша Діксон, Ганна Ваддінгем, Грем Нортон |

## Голосування (2003—2025)
У таблиці наведена сума балів, відданих українськими глядачами й журі та отриманих українськими представниками від інших країн у фіналі та півфіналах Євробачення.
 †  країни, що постійно або тимчасово не беруть участь у конкурсі
| №  | Отримано               | Отримано | Дано                   | Дано |
| №  | Країна                 | Очок     | Країна                 | Очок |
| -- | ---------------------- | -------- | ---------------------- | ---- |
| 1  | Литва                  | 297      | Литва                  | 164  |
| 2  | Польща                 | 277      | Білорусь †             | 157  |
| 3  | Молдова †              | 276      | Росія †                | 154  |
| 4  | Латвія                 | 261      | Молдова †              | 149  |
| 5  | Ізраїль                | 240      | Азербайджан            | 139  |
| 6  | Португалія             | 238      | Польща                 | 130  |
| 7  | Азербайджан            | 232      | Швеція                 | 130  |
| 8  | Грузія                 | 231      | Норвегія               | 123  |
| 9  | Білорусь †             | 215      | Грузія                 | 117  |
| 10 | Італія                 | 209      | Хорватія               | 114  |
| 11 | Кіпр                   | 208      | Ізраїль                | 97   |
| 12 | Естонія                | 185      | Вірменія               | 96   |
| 13 | Хорватія               | 175      | Нідерланди             | 75   |
| 14 | Словенія               | 175      | Португалія             | 74   |
| 15 | Росія †                | 172      | Естонія                | 73   |
| 16 | Чехія                  | 154      | Латвія                 | 69   |
| 17 | Вірменія               | 148      | Австралія              | 65   |
| 18 | Іспанія                | 147      | Франція                | 65   |
| 19 | Данія                  | 146      | Швейцарія              | 65   |
| 20 | Ісландія               | 139      | Бельгія                | 64   |
| 21 | Нідерланди             | 137      | Угорщина †             | 61   |
| 22 | Ірландія               | 136      | Данія                  | 56   |
| 23 | Німеччина              | 136      | Італія                 | 52   |
| 24 | Бельгія                | 131      | Греція                 | 50   |
| 25 | Швеція                 | 125      | Велика Британія        | 47   |
| 26 | Болгарія †             | 125      | Мальта                 | 46   |
| 27 | Норвегія               | 121      | Словенія               | 45   |
| 28 | Мальта                 | 117      | Фінляндія              | 43   |
| 29 | Румунія †              | 114      | Австрія                | 40   |
| 30 | Північна Македонія †   | 114      | Ісландія               | 40   |
| 31 | Сербія                 | 113      | Туреччина †            | 39   |
| 32 | Франція                | 111      | Болгарія †             | 38   |
| 33 | Греція                 | 102      | Ірландія               | 38   |
| 34 | Велика Британія        | 100      | Кіпр                   | 38   |
| 35 | Албанія                | 96       | Румунія †              | 36   |
| 36 | Сан-Марино             | 93       | Німеччина              | 34   |
| 37 | Фінляндія              | 91       | Сербія                 | 29   |
| 38 | Австралія              | 90       | Північна Македонія †   | 27   |
| 39 | Чорногорія             | 87       | Сербія та Чорногорія † | 27   |
| 40 | Австрія                | 79       | Чехія                  | 24   |
| 41 | Туреччина †            | 69       | Боснія і Герцеговина † | 22   |
| 42 | Швейцарія              | 69       | Албанія                | 17   |
| 43 | Угорщина †             | 63       | Словаччина †           | 14   |
| 44 | Боснія і Герцеговина † | 54       | Чорногорія             | 12   |
| 45 | Андорра †              | 49       | Люксембург             | 11   |
| 46 | 🌎 Решта світу         | 45       | Іспанія                | 7    |
| 47 | Словаччина †           | 30       | Сан-Марино             | 4    |
| 48 | Сербія та Чорногорія † | 25       | Андорра †              | 0    |
| 49 | Люксембург             | 20       | Монако †               | 0    |
| 50 | Монако †               | 15       | 🌎 Решта світу         | –    |

## Коментатори та речники
| Рік  | «Перший»                                                                                               | «СТБ»              | «Українське радіо»                                                                      | «Суспільне Культура»                                                                                              | Речник(-ця)        |
| ---- | --- | ------------------ | --------------------------------------------------------------------------------------- | --- | ------------------ |
| 2002 | Павло Шилько Марія Орлова                                                                              | Не транслювали     | Не транслювали                                                                          | Не транслювали | Не брали участь    |
| 2003 | Павло Шилько Дмитро Крижановський                                                                      | Не транслювали     | Не транслювали                                                                          | Не транслювали | Людмила Харів      |
| 2004 | Родіон Принцевський                                                                                    | Не транслювали     | Не транслювали                                                                          | Не транслювали | Павло Шилько       |
| 2005 | Ярослав Чорненький                                                                                     | Не транслювали     | Галина Бабій                                                                            | Не транслювали | Марія Орлова       |
| 2006 | Павло Шилько                                                                                           | Не транслювали     | Не транслювали                                                                          | Не транслювали | Ігор Посипайко     |
| 2007 | Тімур Мірошниченко                                                                                     | Не транслювали     | Не транслювали                                                                          | Не транслювали | Катерина Осадча    |
| 2008 | Тімур Мірошниченко                                                                                     | Не транслювали     | Не транслювали                                                                          | Не транслювали | Марися Горобець    |
| 2009 | Тімур Мірошниченко                                                                                     | Не транслювали     | Не транслювали                                                                          | Не транслювали | Марися Горобець    |
| 2010 | Тімур Мірошниченко                                                                                     | Не транслювали     | Не транслювали                                                                          | Не транслювали | Ірина Журавська    |
| 2011 | Тімур Мірошниченко Тетяна Терехова                                                                     | Не транслювали     | Олена Зелінченко                                                                        | Не транслювали | Руслана            |
| 2012 | Тімур Мірошниченко Тетяна Терехова                                                                     | Не транслювали     | Олена Зелінченко                                                                        | Не транслювали | Олексій Матіас     |
| 2013 | Тімур Мірошниченко Тетяна Терехова                                                                     | Не транслювали     | Олена Зелінченко                                                                        | Не транслювали | Олексій Матіас     |
| 2014 | Тімур Мірошниченко Тетяна Терехова                                                                     | Не транслювали     | Олена Зелінченко                                                                        | Не транслювали | Злата Огнєвіч      |
| 2015 | Тімур Мірошниченко Тетяна Терехова                                                                     | Не транслювали     | Не транслювали                                                                          | Не транслювали | Не брали участь    |
| 2016 | Тімур Мірошниченко Тетяна Терехова                                                                     | Не транслювали     | Олена Зелінченко                                                                        | Не транслювали | Вєрка Сердючка     |
| 2017 | Андрій Городиський Тетяна Терехова                                                                     | Не транслювали     | Олена Зелінченко Роман Коляда                                                           | Не транслювали | Злата Огнєвіч      |
| 2018 | Тімур Мірошниченко (всі шоу) Марія Яремчук (перший півфінал) Alyosha (другий півфінал) Джамала (фінал) | Сергій Притула     | Олена Зелінченко                                                                        | Не транслювали | Наталія Жижченко   |
| 2019 | Тімур Мірошниченко                                                                                     | Сергій Притула     | Не транслювали                                                                          | Не транслювали | Не брали участь    |
| 2020 | Конкурс скасований                                                                                     | Конкурс скасований | Конкурс скасований                                                                      | Конкурс скасований                                                                                                | Конкурс скасований |
| 2021 | Тімур Мірошниченко                                                                                     | Сергій Притула     | Анна Заклецька Дмитро Захарченко                                                        | Не транслювали | Tayanna            |
| 2022 | Не транслювали                                                                                         | Не транслювали     | Євген Павлюковський Олександра Франко Тімур Мірошниченко                                | Тімур Мірошниченко                                                                                                | Катерина Павленко  |
| 2023 | Не транслювали                                                                                         | Не транслювали     | Олександра Франко Олександр Барлебен                                                    | Тімур Мірошниченко                                                                                                | Злата Огнєвіч      |
| 2024 | Не транслювали                                                                                         | Не транслювали     |                                                                                         | Тімур Мірошниченко                                                                                                | Джамала            |
| 2025 | Не транслювали                                                                                         | Не транслювали     | Дмитро Захарченко й Леся Антипенко (півфінали) Анна Заклецька й Денис Денисенко (фінал) | Тімур Мірошниченко (всі шоу) Олександр Педан (перший півфінал) Влад Куран (другий півфінал) alyona alyona (фінал) | Jerry Heil         |

## Костюмери
| Рік  | Костюмер           | Прим.  |
| ---- | ------------------ | ------ |
| 2003 | Ляля Фонарьова     | [ 38 ] |
| 2004 | Роксолана Богуцька | [ 39 ] |
| 2005 | Лілія Літковська   | [ 40 ] |
| 2006 | Вікторія Гресь     | [ 41 ] |
| 2007 | Анджела Лисиця     | [ 40 ] |
| 2008 | Роберто Каваллі    | [ 42 ] |
| 2009 | Світлана Лобода    | [ 40 ] |
| 2010 | Лілія Літковська   | [ 43 ] |
| 2011 | Ольга Навроцька    | [ 44 ] |
| 2012 | Лілія Літковська   | [ 45 ] |
| 2013 | Олена Рева         | [ 44 ] |
| 2014 | Анна Осмехіна      | [ 46 ] |
| 2016 | Іван Фролов        | [ 47 ] |
| 2021 | Дмитро Курята      | [ 48 ] |
| 2023 | Іван Фролов        | [ 49 ] |
| 2024 | Маргарита Шекель   | [ 50 ] |
| 2025 | Іван Фролов        | [ 51 ] |

## Галерея
- Руслана у Стамбулі (2004)
- Тіна Кароль в Афінах (2006)
- Вєрка Сердючка у Гельсінкі (2007)
- Ані Лорак у Белграді (2008)
- Світлана Лобода у Москві (2009)
- Alyosha в Осло (2010)
- Злата Огнєвіч в Мальме (2013)
- Марія Яремчук у Копенгагені (2014)
- Джамала у Стокгольмі (2016)
- O.Torvald у Києві (2017)
- Mélovin у Лісабоні (2018)
- Go_A у Роттердамі (2021)
- Kalush Orchestra у Турині (2022)
- Tvorchi у Ліверпулі (2023)
- Alyona alyona і Jerry Heil у Мальме (2024)
- Ziferblat у Базелі (2025)

## Нотатки
1. ↑  Люксембург, який 2023 року повернувся на конкурс після тридцятирічної перерви, брав участь у півфіналах лише два рази. Сербія та Чорногорія також має показник 100 % кваліфікації до фіналу, проте країна брала участь у конкурсі лише двічі й уже припинила своє існування.
2. ↑  Містить фразу іспанською мовою.
3. ↑  Протягом трьох повторів приспіву в другій частині пісні фраза «Разом нас багато» паралельно з українською також дублюється польською, німецькою, іспанською, чеською, французькою і російською мовами
4. ↑  У 2012 році представниці Кіпру та України набрали однакову кількість балів у фіналі. Оскільки Гайтана отримала бали від більшої кількості країн, ніж Іві Адаму, то посіла 15 місце.
5. ↑  Містить повторювану фразу німецькою мовою.
6. ↑  Після скандалу довкола переможниці національного відбору Аліни Паш та відмови співачки брати участь у конкурсі Національна суспільна телерадіокомпанія України звернулась з пропозицією представляти Україну на «Євробаченні-2022» до реп-гурту «Kalush Orchestra», який посів друге місце.